# Lewiatan w wystroju malarskim synagog
Zasugerowano, aby zintegrować ten artykuł z artykułem Lewiatan_(potwór)#W_sztuce (dyskusja). Nie opisano powodu propozycji integracji.

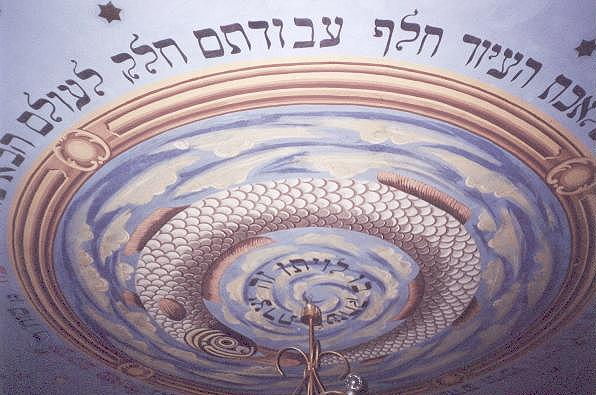
Lewiatan w synagodze w Niebylcu. W tym przypadku został okolony inskrypcją Ps 104, 26

Lewiatan w wystroju malarskim synagog – jeden z wielu motywów wystroju malarskiego synagogi, symbolizujący nadejście czasów mesjańskich.
W Polsce popularnie stosowane od XVII wieku, głównie w bożnicach drewnianych. Najstarszy wariant to okolony Lewiatanem widok miasta - wyobrażenie mesjańskiej Jerozolimy. Taki rodzaj przedstawienia nie zachował się. Najpopularniejszym wariantem jest długa ryba zwinięta w okrąg, ukazana na tle wody. Lewiatan był tradycyjnie umieszczany na sklepieniu bimy lub na suficie sali modlitewnej, rzadziej na ścianach.

## Synagogi z zachowanym lewiatanem w Polsce
- Synagoga w Dąbrowie Tarnowskiej - umieszczony na sklepieniu sali modlitewnej.
- Wielka Synagoga w Kraśniku - umieszczony na ścianie zachodniej.
- Synagoga w Łańcucie - umieszczony na sklepieniu bimy.
- Synagoga w Niebylcu - umieszczony na sklepieniu bimy.
- Synagoga w Sandomierzu - umieszczony wokół okulusa na ścianie wschodniej.
- Synagoga w Strzyżowie - umieszczony na sklepieniu bimy.